# 東京都廳包裹炸彈事件
東京都廳包裹炸彈事件是指1995年5月16日，奧姆真理教教主麻原彰晃被正式逮捕當日，教徒寄給東京都知事青島幸男包裹炸彈的恐怖襲擊。炸彈在東京都新宿區東京都廳舍內發生爆炸，造成一名東京都廳職員受傷。

## 概況
東京地下鐵沙林毒氣事件之後，日本警方展開戰後最大規模的緝兇行動。但是奧姆真理教不甘心坐以待斃，展開一連串的報復和擾亂行動。最後日本警方宣佈在全國範圍內通緝奧姆真理教教主麻原彰晃，並且在1995年5月16日將他正式逮捕入獄。
1995年5月16日，奧姆真理教教徒井上嘉浩、中川智正、富永昌宏、豐田亨、林泰男、高橋克也策動對東京都廳的襲擊，試圖打亂警方的調查腳步，甚至阻止對麻原的逮捕。而襲擊目標針對東京都知事，是因為奧姆真理教的宗教法人資格由東京都廳管轄，當時有關當局正根據《宗教法人法》要求取消奧姆真理教的宗教法人資格。
1995年5月16日晚上7時多（GMT+9），東京都知事秘書室裏，一名44歲的男性職員正在拆封一個郵寄給知事的包裹，包裹發生爆炸；該名職員的左手手指全部被炸斷，右手拇指被炸飛。包裹炸彈的中心是被挖空的，裏面填滿了RDX炸藥；在包裹被拆開的時候，炸彈會隨之自動爆炸。
襲擊的目的並未能奏效，奧姆真理教最終被取消了宗教法人資格，麻原彰晃也未能逃離牢獄。
2010年1月12日，最高裁判所判處首謀井上嘉浩死刑定讞。2018年7月6日，井上嘉浩于大阪执行死刑。共犯中川智正、豐田亨、林泰男因地下鐵沙林毒氣事件也被判處死刑，亦於2018年7月陸續絞刑伏法。高橋克也被判處無期徒刑，富永昌宏被判處有期徒刑。